# HUD (jocuri video)
Head-Up Display (HUD) este un termen folosit pentru a descrie interfața grafică care furnizează informații vizuale importante direct pe ecranul unui joc video, fără a întrerupe experiența jucătorului. HUD-ul este esențial pentru comunicarea diferitelor tipuri de informații, cum ar fi starea de sănătate a personajului, nivelul de muniție, misiuni curente, harta jocului și multe altele. Această interfață contribuie semnificativ la imersiunea și interacțiunea jucătorilor cu mediul de joc.

## Istoric și Evoluție
Conceptul de HUD a apărut inițial în industria aviatică, unde era folosit pentru a proiecta informații critice pe parbrizul aeronavelor, permițând piloților să își mențină atenția asupra zborului. În industria jocurilor video, primele HUD-uri au fost relativ simple, constând în principal din contoare de scor și indicatori de viață.
Pe măsură ce tehnologia a avansat, HUD-urile au devenit din ce în ce mai complexe și personalizabile. În jocurile moderne, HUD-urile pot fi foarte elaborate, incluzând o varietate de elemente interactive și dinamice care se ajustează în timp real pentru a reflecta acțiunile jucătorului și evoluția jocului.

## Elemente Comune ale HUD-urilor

### Indicatori de Sănătate și Stamină:
Acești indicatori sunt esențiali pentru a informa jucătorul despre starea curentă a personajului său. De obicei, sunt reprezentați prin bare sau numere care scad pe măsură ce personajul suferă daune.

### Muniție și Resurse:
Multe jocuri, în special shooterele, includ un contor de muniție care arată câte gloanțe sau proiectile mai are jucătorul. De asemenea, pot fi afișate și alte resurse, cum ar fi obiectele de vindecare sau materialele colectate.

### Mini-Harta:
O mini-hartă ajută jucătorul să se orienteze în lumea jocului. Aceasta poate afișa locația jucătorului, punctele de interes, inamicii și aliații, precum și obiectivele misiunii.

### Obiective și Misiuni:
HUD-ul poate include informații despre misiunile curente, obiectivele secundare și progresul acestora. Aceasta ajută jucătorul să rămână orientat și să știe ce trebuie să facă în continuare.

### Indicatori de Scor și Achievements:
În multe jocuri, scorul și realizările sunt afișate pentru a motiva jucătorii și a le oferi un sentiment de progres și reușită.

### Notificări și Mesaje:
HUD-ul poate afișa notificări despre evenimente importante din joc, cum ar fi apariția unui inamic puternic, sfaturi de joc sau mesaje de la NPC-uri (personaje non-jucătoare).

## Tipuri de HUD-uri

### Static HUD:
Elementele HUD-ului rămân fixe pe ecran și nu se schimbă indiferent de acțiunile jucătorului sau de locația în care se află.

### Dynamic HUD:
Elementele HUD-ului se pot modifica în funcție de contextul jocului. De exemplu, bara de sănătate poate apărea doar atunci când personajul este rănit.

### Diegetic HUD:
Informațiile sunt integrate în lumea jocului într-un mod natural. Un exemplu ar fi afișarea stării de sănătate pe costumul personajului sau pe un dispozitiv pe care acesta îl poartă.

### Non-Diegetic HUD:
Informațiile sunt afișate direFeedback Imediat:ct pe ecran și nu fac parte din lumea jocului. Aceste elemente sunt pur vizuale și nu au o explicație logică în contextul jocului.

## Importanța Designului HUD-ului
Designul HUD-ului este crucial pentru experiența utilizatorului. Un HUD bine proiectat trebuie să fie intuitiv, neintruziv și să furnizeze informațiile necesare fără a distrage atenția jucătorului de la acțiunea principală. Câteva principii cheie în designul HUD-ului includ:

### Claritate și Citibilitate:
Informațiile trebuie să fie ușor de citit și de înțeles, chiar și în situații tensionate din joc.

### Consistență:
Elementele HUD-ului trebuie să fie consistente ca stil și poziționare pe ecran, pentru a evita confuzia jucătorului.

### Feedback Imediat:
HUD-ul trebuie să ofere feedback instantaneu pentru acțiunile jucătorului, cum ar fi schimbarea stării de sănătate sau epuizarea muniției.

### Personalizare:
Oferirea opțiunilor de personalizare a HUD-ului permite jucătorilor să ajusteze interfața conform preferințelor lor, îmbunătățind astfel experiența de joc.

## Exemple de Jocuri cu HUD Remarcabil

### Halo:
Seria Halo este cunoscută pentru HUD-ul său diegetic integrat în vizorul căștii protagonistului. Acesta oferă o imersiune suplimentară și afișează informații critice într-un mod elegant.
Dead Space:
Dead Space utilizează un HUD diegetic în care informațiile de sănătate și stamină sunt integrate pe costumul personajului. Aceasta contribuie la atmosfera tensionată și imersivă a jocului.

### The Witcher 3: Wild Hunt:
Acest joc oferă un HUD dinamic care se ajustează în funcție de contextul jocului, asigurând astfel că jucătorul nu este suprasolicitat cu informații inutile.

### Call of Duty Series:
Seria Call of Duty are un HUD tradițional, dar foarte eficient, care oferă toate informațiile necesare într-un mod clar și accesibil, fără a distrage atenția de la acțiunea rapidă a jocului.

## Concluzie
Head-Up Display-ul (HUD) joacă un rol crucial în designul jocurilor video, fiind un instrument esențial pentru furnizarea de informații vitale jucătorilor într-un mod accesibil și intuitiv. De la indicatorii de sănătate și muniție până la hărți și obiective, HUD-ul contribuie la o experiență de joc fluidă și captivantă. Pe măsură ce tehnologia continuă să avanseze, HUD-urile devin din ce în ce mai sofisticate, oferind noi modalități de a îmbunătăți interacțiunea și imersiunea în lumea jocurilor video.